# 止水域
止水域（しすいいき、英語: water stagnation, stagnant water area）とは、流水域の対義語で、湖や池、沼などの水の動きの小さい水域を指す。ただし、河川においても、わんど、河岸の水たまりなどは止水域と呼ばれる。停滞水域とも呼ぶ。

## 概説
水循環の主要な流れは、「蒸発散 - 凝結 - 雲の形成 - 降水 - 流出」である。降水により陸に供給された水は、重力に従い河川として海へ向かって流れる。その途中、場所によっては湖沼や水たまりなどの水の動きの小さい水域ができ、ここを止水域と呼ぶ。なお、その反対の河川や渓流など、水流の比較的速い水域を流水域と呼ぶ。実際には、流水域にも止水的環境があり、止水域にも流水的な部分がある。
水域生態系における酸素の供給元は主に大気である。流水域では水面がかき乱され酸素が溶け込みやすく、降水から海に流れるまでは数日単位と短いのに対して、止水域では水面の波立ちが少なく、酸素の溶け込みは流水域ほど多くなく、水が長時間にわたって滞留する。また、成層の形成や風が吹かないこと等で水の鉛直混合が起こらない場合、下層では酸素不足が生じやすくなる。たとえば池や湖では、表層から有機物が下層に沈降し、その分解で酸素消費量が多いにもかかわらず、水面や表層からの酸素は下層まで供給されにくい。冬季には冷却により表層の水の密度が重くなり、対流により下層への酸素供給が増えるが、夏期には表層で水温が高くなり密度の小さな軽い水と下層の重い水とで対流や混合がしない水温成層ができてしまい、下層では分解が進み酸素不足を生じやすい。
酸素不足は硫酸還元を行う嫌気性菌が好む環境でもあるため、水槽での水生生物の飼育にあたっては、止水域が生じないように気をつける必要がある。一方、水槽の一角に強制的に止水域を生じさせることで、嫌気性還元バクテリアを繁殖させ、脱窒により水中の窒素を分解させることもある。
また、ガーデニングでは、小さな池や睡蓮鉢の水など、水流の起きない箇所を指すこともある。
止水と似た言葉として、湖沼水のように流れの小さい水という意味の「静水」があるが、止水のほうがより水の動きが小さく、とどまった水を指すことが多い。また、同音の単語で「死水」（英語: dead water）があり、こちらは基本的にはよどんだ水を指す。